# はなけろ
『はなけろ』とは、テレビ東京のフラッシュアニメ番組、ファイテンション☆スクール、およびファイテンション☆テレビ内で放送しているまんきゅうの作品。また、日本トイザらス公式サイト内の「アワーズスタジオ」でも放送されている。

## 概要
『ファイテンション☆スクール』内では、4分間のコンテンツとして毎週放送されており、1クール別に副題がついている。1クール目の副題は「ペンペン村のまごころ屋」、2クール目は「くるりん島のなかまたち」、3クール目は「虹の国のシエル姫」になった（話はそれぞれ13話区切りだが、話数は、そのままカウントしている）。トイザらス公式サイト内の「アワーズスタジオ」では、全3話+番外編が配信される。後継番組の「ファイテンション☆テレビ」では、デザインが若干変更し、エコについての話をするショートアニメの『はなけろ 〜どんぐりころころエコろころ〜』と、「ファイテンション☆テレビ」エンディングテーマである、『はなけろサンバⅡ』を放送している（第1、2、4クール）。第2クールでは夏休み限定で、スパリゾートハワイアンズとのタイアップで同施設内のキッズプール「Wai Wai OHANA」のキャラクター『カイマナくん』が夏休み限定に出演する『はなけろ 〜南の島でエコろころ〜』が放送（8月30日まで）。

## 登場人物

### 主要キャラクター
はなけろ
声 - 本間美冴→多田このみ（第2クール以降）
元ペンペン王国の王子様で、お花を咲かすことができる花カエル。のんびり屋でマイペースだが、ピンチになるとお花を咲かして、どんな問題も解決する。
趣味はパジャマ作りで、オープニングでは着込んだパジャマで、ちびゾゥと共にダンスをしている。
ちびゾゥ
声 - 熊田幸→内山典子（エコろころの第17話以降）
はなけろのじょうろ。はなけろのことが大好きで、いつも傍にいる。家事などもこなす。web版では本人曰く、「ゾウ」と「ジョウロ」の間を取って「ゾゥウロです」とのこと。
ケロン姫
声 - 藤田恵美子
ツキノハナ王国のお姫様で、はなけろの許嫁。とても気が強い。
これと言った特技が無いのか特技は「ものまね」。ピンク色が好き。web版では、はなけろを「ばかけろ」と呼んでいた。
ぱぱけろ
声 - 坂本頼光
はなけろの父親で、元ペンペン王国の王様。
序章であるweb花カエルの力を与えるためチビゾゥを与えたが、はなけろが調子に乗りすぎて花を咲かせすぎて王国を壊したため、本編第1クールでは王国再建のため、まごころ屋を経営している。「チャッピー」という大柄なじょうろを持っている。
まごころ屋運営では実行するのははなけろに任せており自信は事務受付や、依頼の連絡を受けている。机の隣にはパソコンが置かれていたが使う場面はなく、宣伝用ムービーにてcodeNEOのDVD観賞にパソコンを使うシーンがある。感想を述べるも「言わされてる感、丸出しですね」とちびゾゥに突っ込まれる。
1クール終盤ではなけろとは離ればなれになり、第3クールでは、月光男爵により白黒団団長として再登場。
もちゃもちゃ
声 - 富樫麻美（変化後はUMI）
くるりん島に漂着したはなけろ達が、最初に出会った謎の生命体。「もちゃもちゃ〜」としか言わないが、なぜかはなけろだけは言葉を理解できる。首が伸びる。
カトリーヌ
声 -藤田恵美子
ケロン姫のじょうろ。ケロン姫がピンチになると雷を落とす（唱える呪文は言っている台詞を反対にして唱える）。瞳は綺麗だが素顔を誰も見たことはない。
チャッピー
ぱぱけろのジョウロのゾウ。同じジョウロのちびゾゥよりもかなり大きいが、親子ではない。
かなりの物ぐさで、誰の言うことも聞かず、怒るとオナラで返事をする。はなけろは当初、ちびゾゥがいずれこうなってしまうのかと恐れていた。
本編では、ぱぱけろの後ろで寝転がっているのみ。
なでしこ
声 - 野瀬碧里
はなけろのもう1人の許嫁!? はなけろの前ではお淑やかだが、それ以外には腹黒い。
オロチ
声 - まんきゅう
ナデシコのじょうろ。訳あって、紙になっている。口癖は「ほいさ、ガッテン、アイアイサー」。
パッチ
声 - 平木亜美
シャボン
声 - 平木亜美
くろけろ
声 - 水野貴雄
はなけろのライバル。突如はなけろの前に現れ、事あるごとにはなけろにつっかかる。
くろちび
声 - 水野貴雄
くろけろのじょうろ。いつでもクール。
シエル姫
声 - 伊藤ひろこ
虹の国のお姫様。白黒団により、国宝である虹のゴブレットが盗まれ、心無失い、玉座に座っていたが、はなけろの活躍により少しずつ記憶を取り戻す。青汁が大好き。
レイン・ボー
声 - べんぴねこ
シエルのじょうろ。礼儀正しいが悪ノリする。
へんしんピョンピョン(怪盗月光男爵)
声 - 坂本頼光
白黒団の幹部。はなけろに一度は撃退されたが、その正体は虹の国の宝を奪い、支配を企む、月光男爵として登場。
離ればなれになって記憶を失ったぱぱけろを騙して白黒団を結成し、利用していた。最終的には、はなけろたちに諭され、扱われかたに疑問をもつものの、シエル姫の召し使いになった。
「エコろころ」ではぬいぐるみで登場している。
モノとトン
白黒団の兵士。はなけろたちの邪魔をする。
何人もおり黒がモノ、白がトン。語尾に名前を付ける。

### ゲストキャラクター
ガオさん
声 - べんぴねこ
鬣を失って自信をなくしていたライオン。
一郎くん
声 - 星達也
弟妹の世話に追われているネズミ。
弟妹のうち名前が判明しているのは十六郎、三十四郎、三十五郎、三十六子、三十七郎、三十八郎、三十九子。
ミータ
声 - 宍戸七衣
気弱なウサギの少年。クララのことが好き。
クララ
声 - 遠藤久美子
ウサギの少女。自由研究でハエについて調べていた。
ゴロー
声 - 好川隆之
ダンゴムシ。斜め走りをするためレースでは毎年びりだった。
ジョニー
声 - 水野貴雄
ダンゴムシ。流星ジョニーと呼ばれている。
ハナコ
声 - 亜沙
話好きのゾウ。頭に小鳥のような宇宙人を乗せている。
ももいろ団
声 - 坂本頼光
もも・ピンク・ももいろの三人組。花の蜜を吸って生活しており、まごころ屋を襲ったこともある。
一度解散したが、再結成した。
ハムジ
花火師のハムスター。大きい花火が一番だと思っている。
ハムオ
ハムジの息子。華やかな花火が一番だと思っている。
リンダ
声 - 亜沙
内気なパグの少女。アイドルを目指していた。ぷーちゃんという人形を大事にしている。
ダチョミ
声 - 野瀬碧里
ダチョウ。卵の弟がいる。
ハテナくん
洞窟にいたマンボウ。なぞなぞを出し、はなけろの願いを聞いた後、光の種となった。
カイマナ 声：田中亜姫
リノ 声：坂本頼光

## 各話リスト
Web版
- 第1話「花カエル！？」
- 第2話「お花の国のおひめさま！？」
- 第3話「はなけろ大変身！？」
- 番外編「ハナケロダンス」

TV版
| 話数                               | サブタイトル                       | こんかいのお花                          |
| はなけろ～ペンペン村のまごころ屋～ | はなけろ～ペンペン村のまごころ屋～ | はなけろ～ペンペン村のまごころ屋～      |
| ---------------------------------- | ---------------------------------- | --------------------------------------- |
| 第1話                              | まごころ屋でおっけろ！？           | わすれな草                              |
| 第2話                              | だいかぞくでおっけろ！？           | サルビア                                |
| 第3話                              | おひめさまでおっけろ！？           | ラフレシア                              |
| 第4話                              | いっとうしょうでおっけろ！？       | マリーゴールド                          |
| 第5話                              | おんりーわんでおっけろ！？         | カルミア                                |
| 第6話                              | ももいろでおっけろ！？             | サボテン                                |
| 第7話                              | どんぱららでおっけろ！？           | ツタの花                                |
| 第8話                              | スターでおっけろ！？               | チロリアンランプ                        |
| 第9話                              | デラックスでおっけろ！？           | おしろい花                              |
| 第10話                             | ネックレスでおっけろ！？           | グリーンネックレス                      |
| 第11話                             | つきのはなでおっけろ！？           | 月下美人                                |
| 第12話                             | なぞなぞでおっけろ！？             | ボタン ヒマワリ ヒアシンス チューリップ |
| 第13話                             | ありがとうでおっけろ！？           | ハスの花                                |
| はなけろ～くるりん島のなかまたち～ |                                    |                                         |
| 第14話                             | くるりん島でおっけろ！？           |                                         |
| 第15話                             | さんすうでおっけろ！？             |                                         |
| 第16話                             | トラのあなでおっけろ！？           |                                         |
| 第17話                             | パジャマでおっけろ！？             |                                         |
| 第18話                             | いいなづけでおっけろ！？           |                                         |
| 第19話                             | ライバルでおっけろ！？             |                                         |
| 第20話                             | あかちゃんでおっけろ！？           | もみじ                                  |
| 第21話                             | もちゃもちゃでおっけろ！？         | スノードロップ                          |
| 第22話                             | ともだちでおっけろ！？             | よもぎ                                  |
| 第23話                             | まっくろでおっけろ！？             | パンジー                                |
| 第24話                             | プレゼントでおっけろ！？           | ポインセチア                            |
| 第25話                             | ひかりのたねでおっけろ！？         | ストレリチア                            |
| 第26話                             | なかまたちでおっけろ！？           |                                         |
| はなけろ～虹の国のシエル姫～       |                                    |                                         |
| 第27話                             | しろいくにでおっけろ！？           | タンポポ                                |
| 第28話                             | あおいろでおっけろ！？             | ツタの葉っぱ                            |
| 第29話                             | むらさきいろでおっけろ！？         | ブッドレア                              |
| 第30話                             | みどりいろでおっけろ！？（前編）   | にんじん                                |
| 第31話                             | みどりいろでおっけろ！？（後編）   | だいこん                                |
| 第32話                             | ももいろでおっけろ！？             | チョコレートコスモス                    |
| 第33話                             | だいだいいろでおっけろ！？         | ヤトロファ・カルカス                    |
| 第34話                             | たんじょうびでおっけろ！？         | カナリーキヅタ                          |
| 第35話                             | きいろでおっけろ！？               | モモ                                    |
| 第36話                             | あかいろでおっけろ！？             | カモミール                              |
| 第37話                             | しろくろでおっけろ！？             | クラステリア                            |
| 第38話                             | ゴブレットでおっけろ！？           |                                         |
| 第39話                             | にじいろでおっけろ！？             |                                         |

## スタッフ
- 監督・脚本：まんきゅう
- 作画（スクール第2クール迄）・作画チーフ（スクール（第3クール）以降）：三田潤
- 作画（スクール（第3クール））：高木則彰
- 作画（テレビ以降）：UMI
- 音楽：いたがきゆうすけ
- 歌：加藤智子